# Championnat d'Oman de football
Le championnat d'Oman de football (Oman Mobile League) est une compétition de football créée en 1976 opposant les meilleurs clubs omanais.

## Palmarès
| Année   | Champion                |
| 1976/77 | Fanja Club (1)          |
| 1977/78 | Rowi FC (1)             |
| 1978/79 | Fanja Club (2)          |
| 1979/80 | Al Nasr Salalah (1)     |
| 1980/81 | Al Nasr Salalah (2)     |
| 1981/82 | Al Ahli Mascate (1)     |
| 1982/83 | Dhofar Club (1)         |
| 1983/84 | Fanja Club (3)          |
| 1984/85 | Dhofar Club (2)         |
| 1985/86 | Fanja Club (4)          |
| 1986/87 | Fanja Club (5)          |
| 1987/88 | Fanja Club (6)          |
| 1988/89 | Al Nasr Salalah (3)     |
| 1989/90 | Dhofar Club (3)         |
| 1990/91 | Fanja Club (7)          |
| 1991/92 | Dhofar Club (4)         |
| 1992/93 | Dhofar Club (5)         |
| 1993/94 | Dhofar Club (6)         |
| 1994/95 | Sur Club (1)            |
| 1995/96 | Sur Club (2)            |
| 1996/97 | Oman Club (1)           |
| 1997/98 | Al Nasr Salalah (4)     |
| 1998/99 | Dhofar Club (7)         |
| 1999/00 | Al Oruba Sur (1)        |
| 2000/01 | Dhofar Club (8)         |
| 2001/02 | Al Oruba Sur (2)        |
| 2002/03 | Rowi FC (2)             |
| 2003/04 | Al Nasr Salalah (5)     |
| 2004/05 | Dhofar Club (9)         |
| 2005/06 | Rowi FC (3)             |
| 2006/07 | Al Nahda Club (1)       |
| 2007/08 | Al Oruba Sur (3)        |
| 2008/09 | Al Nahda Club (2)       |
| 2009/10 | Al-Suwaiq (1)           |
| 2010/11 | Al-Suwaiq (2)           |
| 2011/12 | Fanja Club (8)          |
| 2012/13 | Al-Suwaiq (3)           |
| 2013/14 | Al Nahda Club (3)       |
| 2014/15 | Al Oruba Sur (4)        |
| 2015/16 | Fanja Club (9)          |
| 2016/17 | Dhofar Club (10)        |
| 2017/18 | Al-Suwaiq (4)           |
| 2018/19 | Dhofar Club (11)        |
| 2019/20 | Al-Seeb SC (1)          |
| 2020/21 | Championnat non terminé |
| 2021/22 | Al-Seeb SC (2)          |
| 2022/23 | Al Nahda Club (4)       |
| 2023/24 | Al-Seeb SC (3)          |
| 2024/25 | Al-Seeb SC (4)          |

## Bilan
| Club            | Titres | Années                                                           |
| --------------- | ------ | ---------------------------------------------------------------- |
| Dhofar Club     | 11     | 1983, 1985, 1990, 1992, 1993, 1994, 1999, 2001, 2005, 2017, 2019 |
| Fanja Club      | 9      | 1977, 1979, 1984, 1986, 1987, 1988, 1991, 2012, 2016             |
| Al-Nasr Salalah | 5      | 1980, 1981, 1989, 1998, 2004                                     |
| Al-Oruba        | 4      | 2000, 2002, 2008, 2015                                           |
| Al-Suwaiq       | 4      | 2010, 2011, 2013, 2018                                           |
| Al-Nahda        | 4      | 2007, 2009, 2014, 2023                                           |
| Al-Seeb         | 4      | 2020, 2022, 2024, 2025                                           |
| Rowi FC         | 3      | 1978, 2003, 2006                                                 |
| Sur             | 2      | 1995, 1996                                                       |
| Al Ahli Mascate | 1      | 1982                                                             |
| Oman            | 1      | 1997                                                             |